# Poblat ibèric Castellar de Meca
El poblat ibèric Castellar de Meca correspon a l'època ibèrica (segles V-II aC), i també al bronze, romà, islàmic, i medieval; es localitza al terme municipal d'Aiora (País Valencià), sobre un llarg turó anomenat serra del Mugrón, dins la finca anomenada "Cases de Meca".
Està declarat Bé d'Interés Cultural des del 3 de juny de 1931. El codi d'identificació anotat pel Ministeri de Cultura és: RI-550000053.

## Història

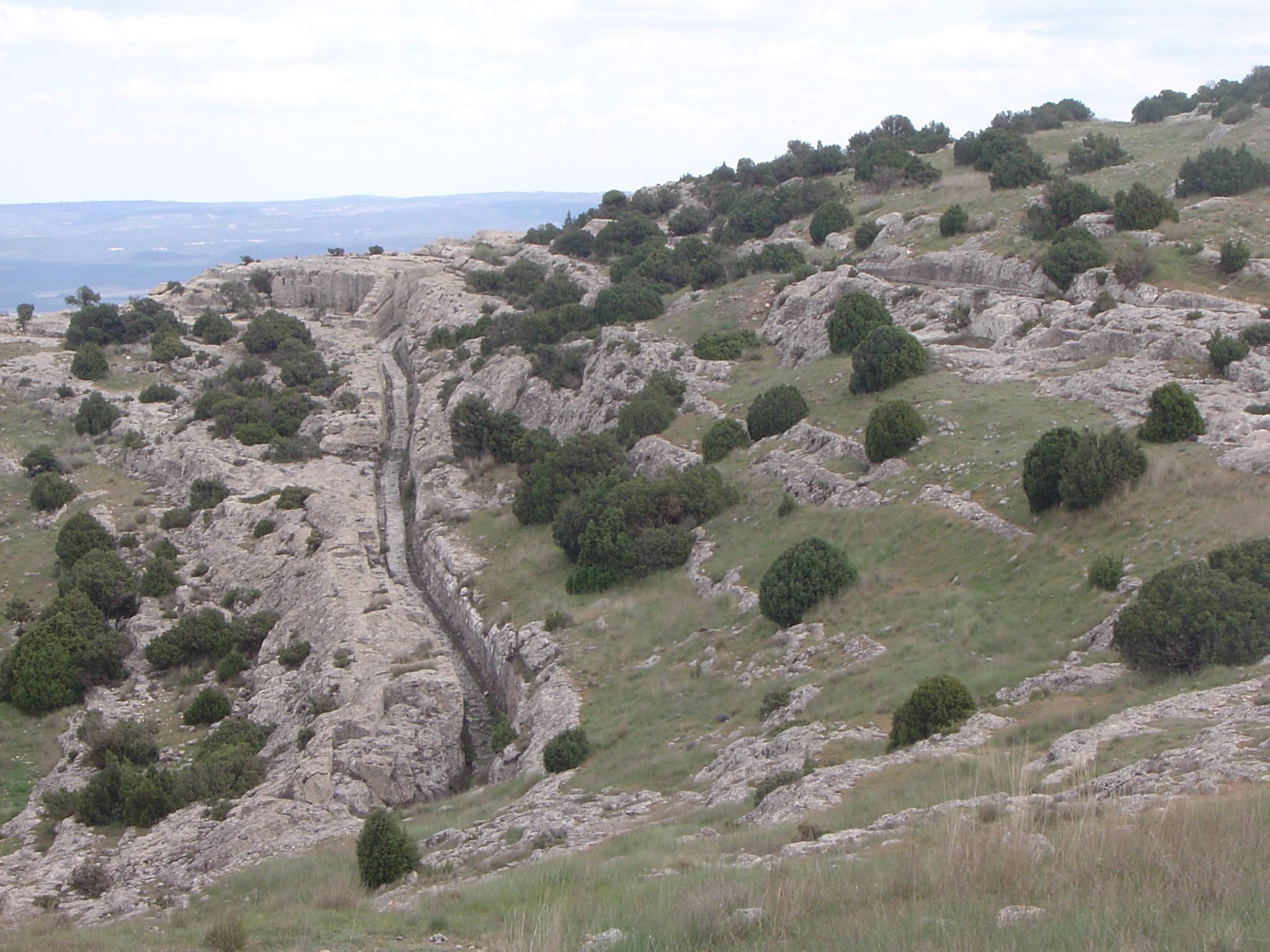
Camí d'accés

Les ruïnes del Castellar de Meca apareixen com conegudes en documents d'autors com Escolano, Cavanilles, Pierre Paris,  Schulten, i especialment en Julián Zuazo, entre d'altres. Aquest jaciment mostra evidències d'ocupació des de l'edat de Bronze (segle vi aC), els ibers (segles IV- III aC), els  romans (segles II - I aC), fins a l'edat mitjana (segle xii).
Les ruïnes es considera que pertanyen a un poblat ibèric que ocupa aproximadament 15 hectàrees. A simple vista es poden veure les seves antigues muralles que servien de defensa a aquesta població, però a més, per les característiques del terreny, aquestes també formen part d'una fortalesa natural: se situen a uns 1.218 metres d'altura sobre el nivell del mar en el seu punt més elevat. Es troba en un altiplà de la muntanya, amb un únic accés, i pel qual possiblement els ibers van traçar un camí, l'anomenat camí Fondo (que avui encara conserva importants vestigis de les petjades deixades per les rodes dels carros, i petites cavitats, on posaven el peu les bèsties que transportaven les seves càrregues), que unia la ciutat fortalesa amb la plana. D'aquesta època ibera són també les restes de cases excavades a la roca, així com els aljubs.
La ciutat ibèrica va desaparèixer amb la conquesta dels romans, encara que la influència ibèrica s'hi va mantenir durant un temps. A la zona occidental s'observen restes d'una torre romana, no hi ha constància que hi hagués elements arquitectònics, encara que sí que es van trobar carreus de diverses mides ben llaurats.
La població va anar creixent i estenent-se pels vessants, sobre el camí iber inutilitzat, construint habitacions medievals rectangulars. Se sap que en segle XV la ciutat estava deserta, la qual cosa pot ser deguda al brot de pesta negra que va patir la zona a mitjan segle xiv.

## Descripció
La planta del jaciment té unes 15  Ha, amb una extensió d'uns 800 m en direcció est-oest, muralles ciclòpies, nombroses cisternes i cases tallades a la roca, ceràmiques ibèriques, romanes i islàmiques.

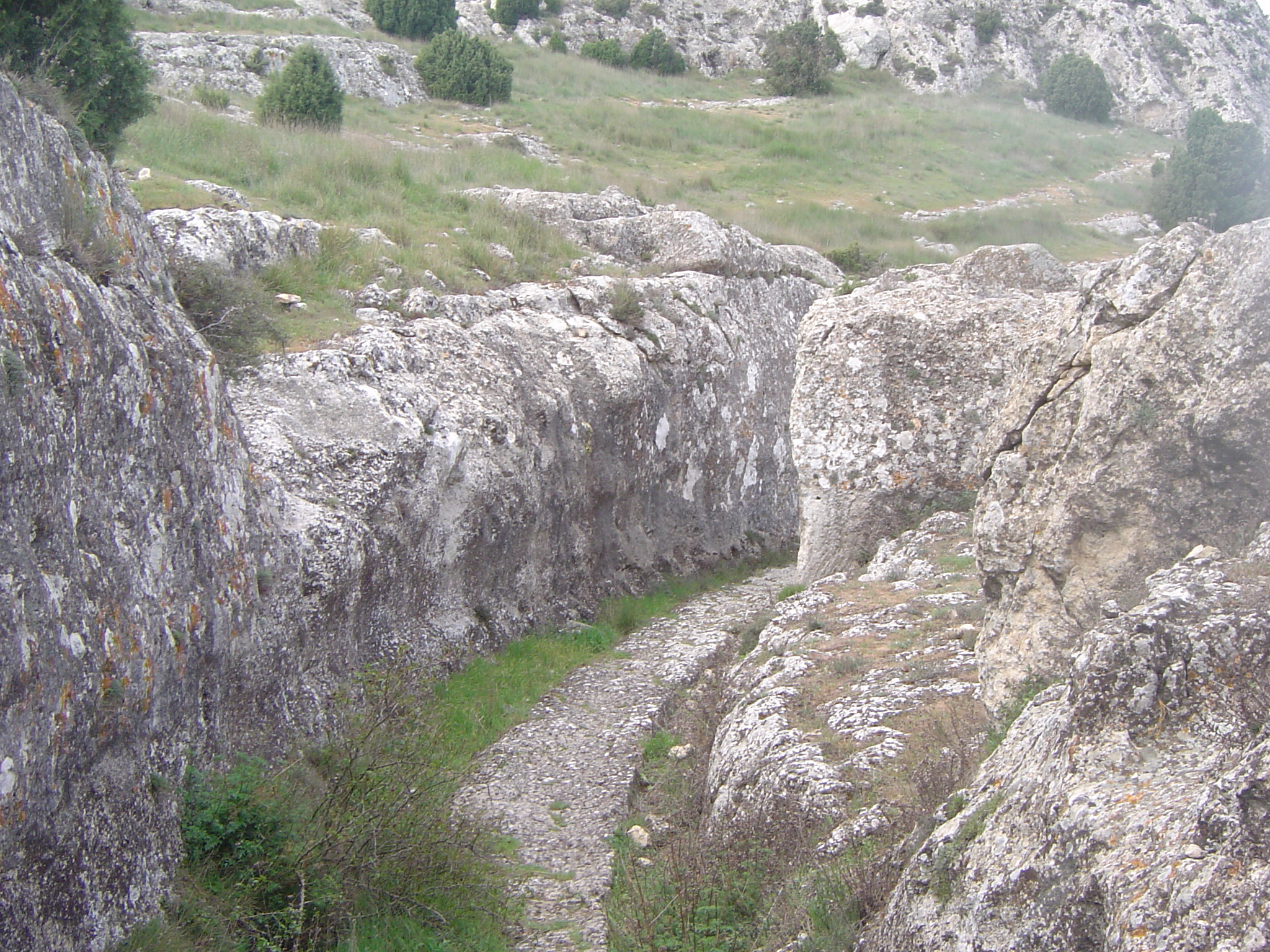
Detall de l'accés

Per accedir al poblat es va fer l'anomenat camí Fondo. En l'últim tram, la roca està excavada 4,30 m amb una amplada d'1,93-2,15 m. Per superar el pendent es va allargar el recorregut i va haver de fer una tancada corba per canviar el sentit del camí cap al centre de la ciutat. El sòl, sobre roca viva, presenta profundes rodades a conseqüència del pas dels carros durant 1.500 anys. Als laterals s'aprecien unes esquerdes a la pedra que presumiblement servirien per a introduir empentes de fusta i subjectar així les rodes evitant el lliscament pel pendent. A l'altiplà es poden observar habitacions excavades a la roca, escales i nombrosos dipòsits (més de 100), el major anomenat "El Trinquet" de 29 x 5 m, amb una profunditat estimada de 14 m (més de 2.000  m³). No tots els dipòsits serien aljubs, ja que alguns van poder ser utilitzats com a graners o magatzems.
Hi ha restes de murs de difícil datació, ja que el poblat va estar habitat fins a l'edat mitjana (possiblement fins als segles XIII-XIV). A l'oest de l'anomenada "cova del Rei Moro" es troba la font, amb la seva canella original que ha sofert una modificació, i en la qual s'aprecien unes escletxes excavades d'època ibèrica, i una mica més avall l'aljub.
Les característiques del poblat suggereixen que aquest seria un gran magatzem de productes agropecuaris que explicaria el camí d'accés per facilitar el seu transport des del pla. La construcció del camí i dels sistemes d'emmagatzematge requereix una classe dirigent amb capacitat d'organitzar recursos i gestionar-los de manera eficaç. En èpoques de depressió per males collites o crisi, la defensa del lloc i els seus recursos excedentaris emmagatzemats en períodes de bonança seria fonamental.
Aquestes classes ibèriques dirigents i un sistema econòmic ben organitzat serien la base del desenvolupament de la cultura ibèrica del segle V al III aC, amb la seva capacitat de crear monuments funeraris, riques necròpolis, santuaris i escultura, característics de la zona. El Castellar de Meca seria un important centre econòmic del qual únicament queda l'esquelet imprès en pedra. L'excavació científica de la ciutat posaria de manifest, sens dubte, que estem davant d'una de les principals ciutats ibèriques. El nom de Ciutat Meca és possible que sorgís a partir de l'abandó, amb el significat de "ciutat deshabitada".
En l'actualitat aquest jaciment arqueològic és propietat privada. Els dies de visita són els diumenges de 9 a 14 h.